# オチーン
オチーン (Očín) は、チェコ西部プルゼニ州タホフ郡の村である。近隣のホルニー・コゾルピ、ストラホフ、スラヴィツェと共に基礎自治体 (Obec) ホルニー・コゾルピ村を形成している。
自治体の面積は1.5平方キロメートル (0.58 sq mi)ほど。人口は9人（2011年調査）である。歴史上、オチーンの記録は1237年より存在している。